# Zagradci (Bośnia i Hercegowina)
Zagradci (cyr. Заградци) – wieś w Bośni i Hercegowinie, w Republice Serbskiej, w gminie Gacko. W 2013 roku liczyła 9 mieszkańców.